# Гетьманський дуб
Гетьма́нський дуб — ботанічна пам'ятка природи місцевого значення в Україні. Об'єкт природно-заповідного фонду Сумської області.

## Опис
Розташована в центральній частині міста Глухів, на вул. Терещенків.
Площа 0,0145 га. Статус надано рішенням Сумської обласної ради від 19.10.2000 року, площу уточнено рішенням Сумської обласної ради від 27.06.2008 року.
Статус присвоєно для збереження одного екземпляра дуба звичайного віком до 200 років, заввишки 32 м, з обхватом на висоті 1,3 м — 1,05 м).
Пов'язаний з історією столиці Гетьманської України.